# 11月27日
11月27日是公历一年中的第331天（闰年第332天），离全年的结束还有34天。

## 大事记

### 19世紀以前
- 25年：东汉光武帝刘秀定都于雒陽（雒，音ㄌㄨㄛˋ）。
- 511年：成功佔領高盧地區的法蘭克國王克洛維一世在巴黎逝世，之後分別由4個兒子分區統治。
- 602年：拜占庭皇帝莫里斯在一場軍事叛亂中遭福卡斯殺害，查士丁尼王朝結束。
- 1095年：教宗烏爾巴諾二世在法國克萊芒會議發表演說，號召基督教徒前去征討進攻拜占庭帝國的穆斯林。
- 1308年：亨利七世成為罗马人的王。

### 19世紀
- 1836年：格林卡歌剧《伊凡·苏萨宁（英语：A Life for the Tsar）》在聖彼得堡首演，取得成功。
- 1839年：美国统计协会于马萨诸塞州波士顿成立。
- 1849年：湖南新宁农民李沅发发动反清起义。
- 1895年：瑞典化學家阿爾弗雷德·諾貝爾在法國巴黎簽署最後遺囑，使用其大部分遺產設立諾貝爾獎。

### 20世紀
- 1902年：梁启超等人的《新小说》在日本创刊。
- 1912年：摩洛哥成为西班牙的保护国。
- 1916年：《民报》在东京召开创刊周年纪念会，六千多人到会。
- 1918年：马赫诺运动于当今乌克兰东部成立。
- 1919年：第一次世界大戰协约国在法国纳伊签订了对保加利亚的和约《訥依條約》。
- 1924年：首个梅西感恩节大游行于曼哈顿举行。
- 1925年：天津《大公报》停刊。
- 1926年：印度尼西亚共产党发动起义。
- 1927年：中国国立音乐院（现上海音乐学院）成立。
- 1931年：蒋介石接见到南京请愿的学生。
- 1940年：第二次世界大戰中，納粹德國吞并法国洛林大区。
- 1940年：英国皇家海军与義大利皇家海軍在撒丁岛附近的海域展开斯巴提芬托角海战。
- 1942年：納粹德國執行里拉行動並俘獲許多法國艦船，但那些船的船員毫無投降的想法，心心念念著自由法國，於是納粹建立的维希政府與納粹合作，將駐於土倫的軍艦全數弄沉。
- 1945年：乔治·马歇尔受任命为美国驻中国特使，调停中国内战。
- 1949年：中国国民党特务对关押在重庆的白公馆和渣滓洞的数百名政治犯进行大屠杀，11·27事件发生。[1]
- 1952年：前捷克斯洛伐克共產黨总书记鲁道夫·斯兰斯基和其他十名党内显要人物因叛国、间谍活动和破坏罪被判绞刑。
- 1958年：中国第一艘万吨远洋轮躍進號貨輪下水。
- 1970年：苏联的诺贝尔文学奖获得者亚历山大·索尔仁尼琴因政治原因无法领奖。
- 1971年：苏联太空计划中，火星2号投放的着陆器因故障坠毁，成为首个到达火星表面的人造物体。
- 1976年：台灣陈明忠等13人被控受中国驻日大使馆指使在台组织密谋武裝暴乱终结宣判。
- 1978年：蘇聯莫斯科克里姆林宫展開一項龐大的重修工程。
- 1978年：库尔德斯坦工人党于安卡拉成立。
- 1978年：美國LGBT權利運動人士，亦為首位公開同性戀身分的政治人物哈維·米爾克於辦公室內遭槍殺身亡。
- 1979年：中国恢复国内保险业务。
- 1980年：印尼中爪哇三寶瓏等城市发生排华骚乱。
- 1984年：香港警方聯同海關採取聯合行動，破獲海上走私軍火毒品案，行動中拘捕7個人。
- 1984年：英國政府和西班牙政府在比利時布魯塞爾召開會議，就討論直布羅陀主權問題達成協議。
- 1990年：英國保守黨選出约翰·梅杰為新黨魁，獲女皇伊利沙伯二世委任為英国首相。
- 1994年：中国阜新市发生特大火灾事故，233人死亡。
- 1999年：新西兰工党领袖海伦·克拉克成为首位女性新西兰总理。
- 2000年：中国中央电视台新闻节目《国际时讯》开播。

### 21世紀
- 2001年：美国国家航空航天局通过哈勃太空望远镜探测到太阳系外行星HD 209458 b含有钠元素的大气层，这是首次在太阳系外行星发现大气。
- 2004年：教宗若望·保祿二世將曾在4世紀擔任君士坦丁堡普世牧首的約翰一世的聖髑歸還給正教會。
- 2005年：中国黑龙江省七台河市煤矿公司的东风煤矿发生爆炸，171人死亡。
- 2006年：台灣金馬獎頒獎典禮，年僅9歲的香港演員吳澋滔成為歷史上最年輕的金馬獎最佳男配角得主。
- 2007年：亞洲棒球錦標賽于中华民国台中市举行。
- 2010年：中華民國直轄市市長暨市議員選舉。
- 2019年：美國總統特朗普正式簽署《香港人權與民主法案》及《禁止向香港警察商業出口涵蓋軍用品法案》。
- 2022年：为响应此前于乌鲁木齐爆发的抗议，反对“动态清零”政策，上海民众聚集于同名的乌鲁木齐中路进行抗议。
- 2022年：香港港鐵新車率先於觀塘綫上路營運。

## 出生

宋孝宗趙昚

德川吉宗

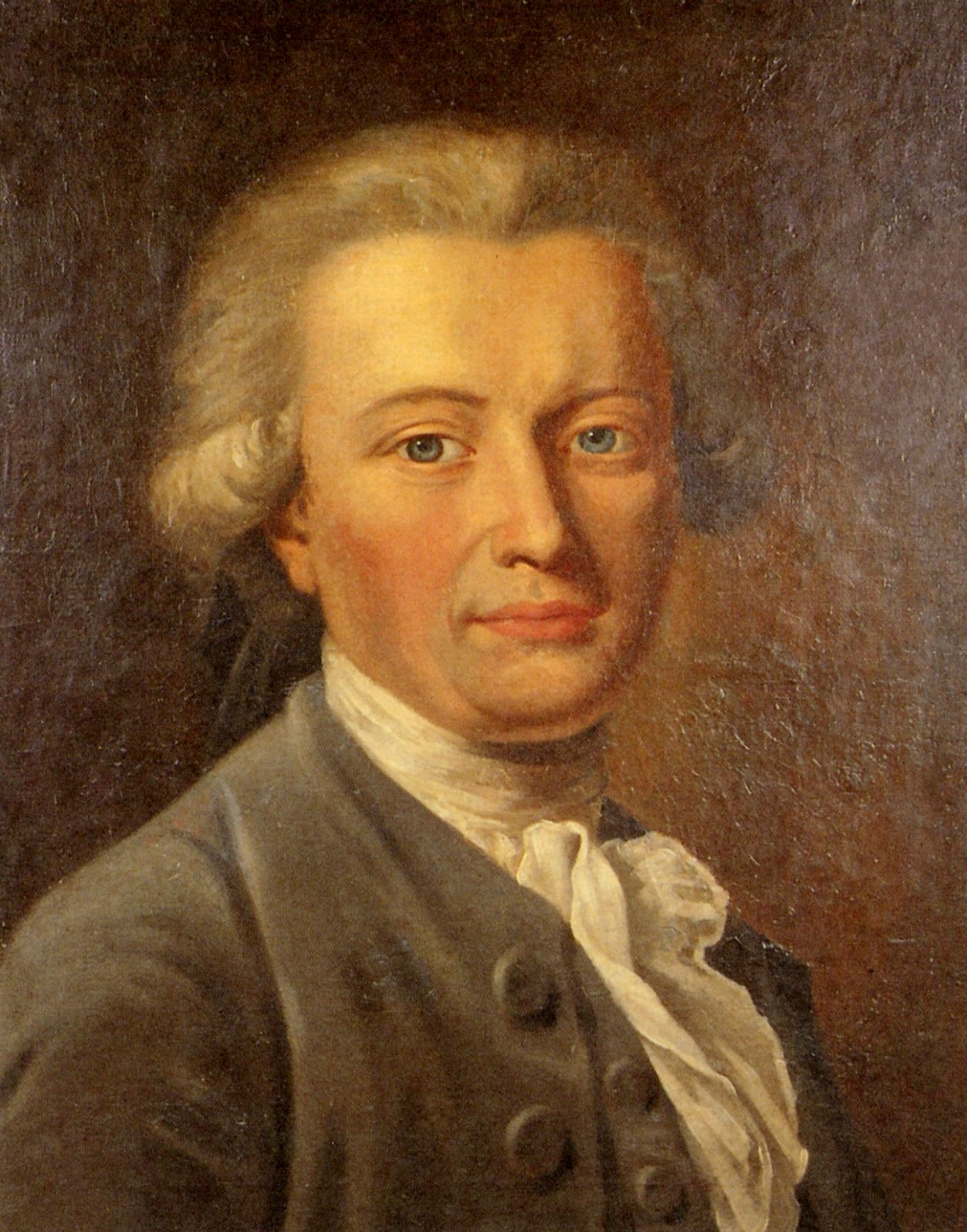
1781年由蒂施拜恩所繪福斯特26歲時的畫像

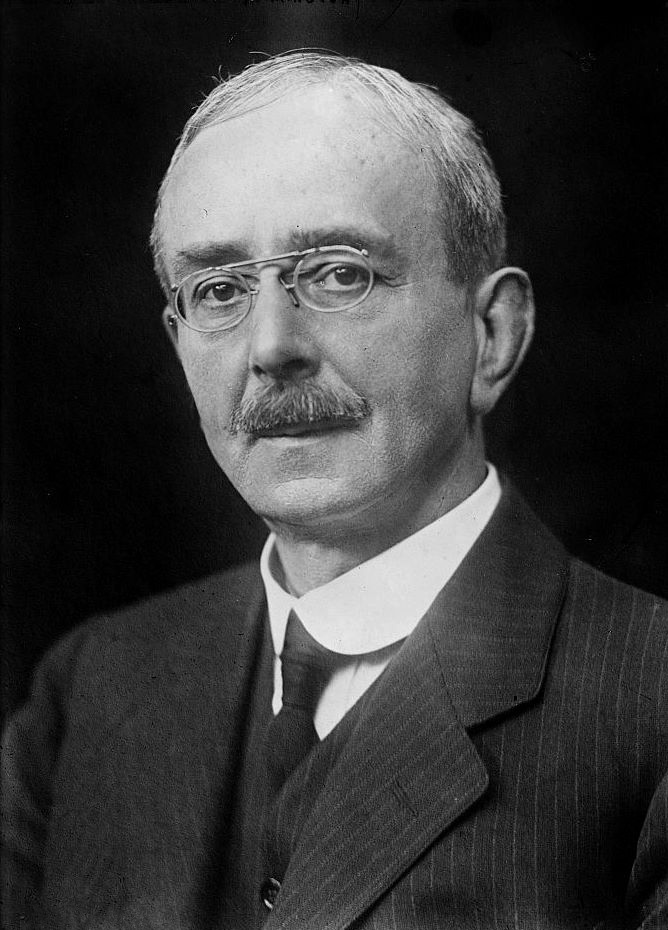
查尔斯·斯科特·谢灵顿

- 1127年：宋孝宗赵昚，南宋皇帝（1194年逝世）
- 1576年：岛津忠恒，江戶時代第一代薩摩藩藩主（1638年逝世）
- 1635年：曼特農夫人，法國國王路易十四第二任妻（1719年逝世）
- 1684年：德川吉宗，日本江戶幕府第8代征夷大將軍（1751年逝世）
- 1701年：安德斯·攝爾修斯，瑞典天文學家，攝氏温度计創始人（1744年逝世）
- 1721年：愛新覺羅福惠，原名弘晟，清朝雍正帝的兒子（1728年逝世）
- 1746年：羅伯特·李維頓，美國第一任外交部長、法官（1813年逝世）
- 1754年：格奥尔格·福斯特，德國自然歷史學家（1794年逝世）
- 1759年：弗朗兹·克罗默尔，摩拉維亞作曲家、小提琴家（1831年逝世）
- 1848年：亨利·奧古斯塔斯·羅蘭，美國物理學家（1901年逝世）
- 1857年：查尔斯·谢灵顿，英國科學家，1932年諾貝爾生理學或醫學獎得主（1952年逝世）
- 1867年：夏爾·凱什蘭，法國作曲家、音樂學家（1950年逝世）
- 1874年：哈伊姆·魏茨曼，以色列政治人物，首任以色列總統（1952年逝世）
- 1890年：戈公振，中国新闻记者、学者（1935年逝世）
- 1887年：本間雅晴，大日本帝國陸軍中將、台灣軍司令官（1946年逝世）
- 1893年：续范亭，中国将军（1947年逝世）
- 1893年：理查德·萨瑟兰，美國陸軍中將（1966年逝世）
- 1894年：松下幸之助，日本企業家，松下電器、松下政經塾、PHP研究所創辦者（1989年逝世）
- 1897年：戴運軌，中華民國物理學家、教育家（1982年逝世）
- 1899年：董其武，中国共产党元老（1989年逝世）
- 1903年：拉斯·昂萨格，挪威裔美國化學家，1968年諾貝爾化學獎得主（1976年逝世）
- 1921年：亞歷山大·杜布切克，捷克斯洛伐克共產黨第一書記（1992年逝世）
- 1931年：傑可布·立夫，以色列電機工程師（2023年逝世）
- 1932年：，菲律賓政治人物（1983年逝世）
- 1939年：洛朗-德西雷·卡比拉，剛果革命家、政治家，第3任剛果民主共和國總統（2001年逝世）
- 1940年：李小龍，華裔美國武術家、動作片演員、動作導演、武術指導（1973年逝世）
- 1941年：，法國國家足球隊教練
- 1942年：，美國吉他手、歌手、作曲人（1970年逝世）
- 1942年：大衛·邦德曼，美國億萬富翁，TPG資本、新橋資本創始人（2024年逝世）
- 1942年：潘曉靜，韓國女演員
- 1943年：林國雄，香港資深男配音員
- 1947年：伊斯梅尔·奥马尔·盖莱，吉布地政治人物，現任吉布地總統
- 1949年：村田兆治，日本職業棒球運動員、教練（2022年逝世）
- 1951年：德拉任·達利帕吉奇，塞爾維亞男子籃球運動員（2025年逝世）
- 1951年：凱瑟琳·毕格羅，美國電影導演
- 1953年：史蒂芬·班農，美國媒體高管、政治人物、戰略家
- 1954年：鄭丹瑞，香港男演員、導演、唱片騎師
- 1955年：比爾·奈，美國科學教育家、喜劇演員、電視主持人、演員、作家、科學家
- 1956年：威廉·菲德内爾，美國演員
- 1956年：蘇丹納茲林沙，馬來西亞霹靂州第35任蘇丹
- 1957年：卡羅琳·肯尼迪，美國知名肯尼迪家族成員之一
- 1957年：王詩槐，中國男演員
- 1958年：小室哲哉，日本音樂製作人、作詞家、作曲家、鍵盤手、樂團globe創立人
- 1958年：麥克·梭夏，前美國職棒大聯盟捕手，現任球隊總教練
- 1959年：迪克牛仔，台灣男歌手
- 1960年：尤莉婭·季莫申科，烏克蘭政治人物，第10任烏克蘭總理
- 1960年：蒂姆·普蘭提，美國明尼蘇達州州長
- 1962年：康拉德·安克，美國攀岩家、登山家、作家
- 1963年：譚玉瑛，香港兒童節目主持人
- 1963年：郭紹傑，香港救生員
- 1964年：羅拔圖·文仙尼，義大利足球教練
- 1967年：那英，中國女歌手
- 1969年：郭可盈，香港女演員
- 1969年：黃經漢，新加坡男演員
- 1970年：韓江，韓國作家，2024年諾貝爾文學獎得主
- 1971年：紀博偉，法國外交官
- 1973年：拉德克·斯泰潘內克，捷克職業網球選手
- 1974年：王迅，中國男演員
- 1975年：王金勇，台灣職業棒球運動員
- 1975年：藤井啟輔，日本男性聲優
- 1977年]：李泰坤，韓國男演員
- 1978年：吉米·羅林斯，美國職棒游擊手
- 1978年：拉德克·史坦帕尼克，捷克職業網球選手
- 1979年：曾豪駒，臺灣職業棒球運動員、教練
- 1979年：申彗星，韓國男子偶像團體神話成員
- 1979年：希拉里·哈恩，美國女小提琴家
- 1979年：泰穆·泰尼奥，芬蘭足球運動員
- 1981年：謝忻，台灣女藝人
- 1981年：布鲁诺·阿尔维斯，葡萄牙足球運動員
- 1981年：馬菲·泰萊，英國足球運動員
- 1982年：李東學，中國男演員
- 1982年：李佳芯，香港節目女主持人、演員
- 1984年：橘田泉，日本女性聲優
- 1985年：朴秀真，韓國女主持人
- 1986年：甄紹南，屯門區議員
- 1987年：謝長融，台灣棒球選手
- 1987年：洪馬尼，柬埔寨政治人物
- 1989年：南寶拉，韓國女演員
- 1991年：李相二，韓國男演員
- 1992年：朴燦烈，韓國男子偶像團體EXO成員
- 1993年：阿部亮平，日本男子偶像團體Snow Man成員
- 1996年：辰己涼介，日本職業棒球運動員
- 1997年：金律喜，韓國女子偶像團體LABOUM前成員
- 1997年：松島聰，日本男子偶像團體Sexy Zone成員
- 1998年：五十幡亮汰，日本職業棒球運動員

## 逝世
- 前8年：賀拉斯，義大利詩人、批評家、翻譯家（前65年出生）
- 511年：克洛维一世，法兰克王国国王（466年出生）
- 602年：莫里斯，东罗马皇帝（539年出生）
- 1198年：科斯坦察，神圣罗马帝国皇太后、西西里女王（1154年出生）
- 1592年：中川秀政，日本武将（1568年出生）
- 1763年：帕爾馬的伊莎貝拉，帕爾馬郡主（1741年出生）
- 1852年：愛達·勒芙蕾絲，英國數學家、作家，史上第一位程式設計師（1815年出生）
- 1875年：伊拉里奧·阿斯卡蘇比，阿根廷政治人物、外交官、記者、詩人（1807年出生）
- 1895年：小仲马，法国作家（1824年出生）
- 1920年：一戶直藏，日本天文學家（1878年出生）
- 1928年：西鄉菊次郎，日本外交官、政治人物（1861年出生）
- 1937年：威廉·溫伯格，德國婦產科醫生（1862年出生）
- 1953年：尤金·歐尼爾，美國戏剧家，1936年诺贝尔文学奖得主（1888年出生）
- 1967年：萊昂·姆巴，加彭政治人物，首任加彭總統（1902年出生）
- 1968年：邓宝珊，中共元老，前甘肃省省长（1894年出生）
- 1969年：羅伯特·威廉·約翰斯通，蘇格蘭婦產科醫生（1879年出生）
- 1978年：乔治·莫斯科尼，美国政治家（1929年出生）
- 1978年：哈維·米爾克，美國政治家、LGBT權利運動人士（1930年出生）
- 1988年：杜任之，中国政治人物（1905年出生）
- 2000年：林耀华，中国社会学家及人类学家（1910年出生）
- 2004年：蕭笙，香港著名電視人（1927年出生）
- 2009年：鍾偉明，香港資深廣播人（1931年出生）
- 2010年：爾文·克許納，美國電影導演（1923年出生）
- 2013年：李重耀，臺灣建築師（1925年出生）
- 2014年：王永在，臺灣企業家，台塑集團創辦人之一（1921年出生）[2]
- 2019年：高以翔，加拿大籍臺灣男演員、模特（1984年出生）
- 2020年：穆赫辛·法克里扎德，伊朗核物理學家（1958年出生）
- 2021年：阿尔穆德娜·格兰德斯，西班牙小说家（1960年出生）
- 2022年：沈其韓，中國地質學家（1922年出生）
- 2022年：崔洋一，日裔韓國電影導演（1949年出生）

## 节假日和习俗
- 法國、 義大利、 西班牙、 瑞士：教师节
- 英国：蘭開夏节
- 俄羅斯：海軍陸戰隊日
- 乌克兰：大饑荒紀念日
- 斯里蘭卡（泰米尔伊拉姆）：大英雄纪念日